# Michael Emanuel von Althann
Michael Emanuel von Althann (ur. 1691, zm. 1749) – austriacki arystokrata z rodu Althannów, właściciel dóbr ziemskich w południowej części hrabstwa kłodzkiego.

## Życiorys
Urodził się w 1691 roku jako najstarszy syn Michaela Wenzela Młodszego von Althanna i jego żony Marii Josephy Reichsgräfin von Paar. Po śmierci ojca w 1738 roku odziedziczył posiadłości w Roztokach, Wilkanowie i majorat w Międzylesiu oraz posiadłości w Grulich (Czechy). W 1723 roku zawarł związek małżeński z Anną Franziską von Oppersdorff (1690–1760), z którą miał sześcioro dzieci:
- Michaela Wenzela (ok. 1725-zm. w młodości)
- Michaela Josepha (1726–1730)
- Michaela Hermanna (ok. 1728-zm. w młodości)
- Michaela Ottona (1730–1797)
- Annę-Josephę, (1732-1732)
- Marię Annę Franziskę (1738–1801)

Zmarł w 1749 roku i został pochowany w krypcie kościoła Bożego Ciała w Międzylesiu.